# 岡宏明
岡 宏明（おか ひろあき、1998年11月19日 - ）は、日本の俳優、モデル。
山梨県笛吹市出身、株式会社CAJ所属。

## 人物
- 言語は日本語・英語・中国語[4][6][7]。日本人の父と中国人の母の間に生まれたハーフ[4][7]。国内外で舞台・映画・ドラマなどの俳優やモデル活動を行う[4][5]。香港の巨匠ジェイコブ・チャン監督の最新映画『阿麦従軍』に出演[5]。2022年6月ヨウジヤマモトのパリ・コレクションにデビュー[8]。
- 趣味は、筋トレ、料理、ボクシング、動画撮影と編集、写真撮影、ゲーム、ピアノ[2]。特技はお菓子作り、殺陣[2]。スポーツ歴は、陸上（砲丸投げ 県ベスト8）、小学生の頃にバスケ、中学生の頃にラグビーと卓球、乗馬（駆け足まで）[2]。
- 料理するときに包丁を食材ごとに使い分けていたり、まな板は（2023年の時点で）6年以上愛用してたりと、いいものを長く使えるようお手入れしていると語る[9]。
- 2021年のインタビューでは鹿や馬の肉を取り寄せてジビエ料理を作ることにハマっていると答えていた[10]。
- 特技のお菓子作りについては「初めて作ったのは5歳のときのホットケーキだったかな。小学生でブラウニー、中学生で本格チョコレート、高校生でケーキを焼いていました」と話している。また、ドラマの撮影現場に手作りのマカロンを100個以上作って差し入れしたこともあるという[9]。
- 歴代の平成仮面ライダーが大好きで、CSMの予約をするか否かで迷うほど、ベルトから作品のストーリーとその奥深さまで愛していることを『仮面ライダーセイバー』の会見で語っている[11]。保育園のころには『仮面ライダー剣』を見ており[5]、平成仮面ライダーを好きになったきっかけの作品は、中学時代に視聴した『仮面ライダーオーズ/OOO』[4][12]。
- 声優の森川智之のことは師匠と呼び[7]、師弟関係を結んでいるという[5][13]。

## 出演

### 舞台
- 劇団扉座
  - リボンの騎士〜鷲尾高校演劇部奮闘記（2018年6月20日 - 7月1日）
  - ただいま、おかえり（2018年8月）
  - 無謀漫遊記（2018年10月 - 11月）
  - LoveLoveLove22（2019年2月10日 - 17日）[14]
- 夏の夜の夢 / シェイクスピア（2019年5月24日 - 26日） - 主演・ライサンダー 役
- 仁義なき幕末（2023年4月 - 5月） - 桂小五郎 役[15][16]
- 隠し砦の三悪人（2023年7月 - 8月） - 三之丞 役[17]

### テレビドラマ
- 仮面同窓会（2019年6月、東海テレビ・フジテレビ）
- 仮面ライダーセイバー（2020年9月20日 - 2021年8月29日、テレビ朝日） - 大秦寺哲雄 / 仮面ライダースラッシュ 役[18][19]
- 嘘から始まる恋（2021年6月27日、日本テレビ）[20]
- 吉祥寺ルーザーズ 第7話（2022年5月23日、テレビ東京） - 伊東正 役[21]
- パンドラの果実 科学犯罪捜査ファイル Season1 第8話・第9話（2022年6月11日・18日、日本テレビ） - 榊原康生（青年時代） 役[22][23][24]
- キス×kiss×キス〜メルティングナイト（2022年11月17日・12月1日・22日、テレビ東京）[25][26][27]
- ショジョ恋。（2023年3月22日 - 、FOD配信・4月13日 - 6月1日、フジテレビ〈関東ローカル〉） - 五十嵐輝 役[28]
- 全ラ飯（2023年4月14日 - 6月29日、関西テレビ） - 春日大翔 役[29]
- おいハンサム!!2 最終話（2024年5月25日、東海テレビ・フジテレビ） - ナンパする男 役[30]

### テレビ番組
- 石川さん情報Live リフレッシュ（2020年1月、石川テレビ）[31]
- ゴー！ゴー！キッチン戦隊クックルン（2024年4月1日 - 、NHK Eテレ） - おかか役[32]

### Webドラマ
- 不能犯 第1話（2017年12月、dTV）
- 仮面ライダーセイバー スピンオフ 剣士列伝 第1話（2020年11月、TELASA） - 主演・大秦寺哲雄 / 仮面ライダースラッシュ 役[33]（生島勇輝とW主演）

### 配信番組
- イマっぽTV（2017年6月、AbemaTV）
- エチュードワールドスター（2022年４月1日 - 、YouTube）[34]

### 映画
- The Mermaid Lake of the Dead（2018年11月） - 吹き替え
- 一粒の麦（2019年）
- 劇場短編 仮面ライダーセイバー 不死鳥の剣士と破滅の本（2020年） - 大秦寺哲雄 / 仮面ライダースラッシュ 役[35]
- セイバー+ゼンカイジャー スーパーヒーロー戦記（2021年） - 大秦寺哲雄 / 仮面ライダースラッシュ 役[36]
- 仮面ライダー ビヨンド・ジェネレーションズ（2021年） - 大秦寺哲雄 / 仮面ライダースラッシュ 役[37]
- HiGH&LOW THE WORST X（クロス） （2022年） - ガンジー/岩次和志 役[38]
- 阿麦従軍（ジェイコブ・チャン監督 / 2023年中国公開予定） - 胆小 役
- 仁義なき幕末 -龍馬死闘篇-（2023年） - 桂小五郎 役[39]
- 映画ネメシス 黄金螺旋の謎（2023年） - シンヤ 役[40]
- 逃走中 THE MOVIE:TOKYO MISSION（2024年） - 謎の男 役[41]

### オリジナルビデオ
- てれびくん超バトルDVD 仮面ライダーセイバー 集え！ヒーロー!!爆誕ドラゴンてれびくん（2021年） - 中尊寺金色郎 役
- ソードオブロゴスサーガ 前編（2021年） - 大秦寺哲雄 役
- 仮面ライダーセイバー 深罪の三重奏（2022年） - 大秦寺哲雄 役

### モデル
- オーシャントーキョー（2017年8月） - ショーモデル
- ViVi Night in Taipei（台湾）（2019年11月、ショーイベント）
- パリ・コレクション『Yohji Yamamoto（ヨウジヤマモト）』POUR HOMME S/S 2023 COLLECTION（2022年6月）

### 雑誌
- ViVi（2017年5月） - 企画モデル
- メンズノンノ（2017年12月） - 企画モデル
- FINEBOYS（2018年5月） - 連載企画モデル
- JUNON（2023年4月）-「推し活」コーナー[42]

### 広告
- ネイチャーラボ
  - Lavons / ラボン（2018年1月）
  - SVELTY / スベルティ スマート菌スーパー（2019年11月 - ）[43]
  - Diane Be True / ダイアン ビートゥルー（2020年10月 - ）[44][45]
- 花王 8×4（2018年4月）
- レアセル（2020年3月 - ）
- Google Play（2021年12月 - ）

### Webアニメ
- 別冊 仮面ライダーセイバー 短編活動萬画集 第3集・4集（2021年3月28日・5月2日、東映特撮ファンクラブ） - 大秦寺哲雄 役

### ゲーム
- 仮面ライダーバトル ガンバライジング（2020年12月、アーケード） - 仮面ライダースラッシュ 役[46]
- 仮面ライダーバトル ガンバレジェンズ（2023年、アーケード） - 仮面ライダースラッシュ 役

### 玩具
- 仮面ライダーセイバー DXワンダーオールマイティワンダーライドブック（2022年2月） - 大秦寺哲雄 / 仮面ライダースラッシュ 役

### その他
- VIRTUOGENIX Magazine（2019年10月、WEB）